# Municipio de Florence (condado de Hamlin)
El municipio de Florence (en inglés: Florence Township) es un municipio ubicado en el condado de Hamlin en el estado estadounidense de Dakota del Sur. En el año 2010 tenía una población de 146 habitantes y una densidad poblacional de 1,58 personas por km².

## Geografía
El municipio de Florence se encuentra ubicado en las coordenadas 44°40′23″N 97°3′18″O / 44.67306, -97.05500. Según la Oficina del Censo de los Estados Unidos, el municipio tiene una superficie total de 92.55 km², de la cual 87,57 km² corresponden a tierra firme y (5,38 %) 4,98 km² es agua.

## Demografía
Según el censo de 2010, había 146 personas residiendo en el municipio de Florence. La densidad de población era de 1,58 hab./km². De los 146 habitantes, el municipio de Florence estaba compuesto por el 94,52 % blancos, el 0,68 % eran asiáticos y el 4,79 % eran de una mezcla de razas. Del total de la población el 0 % eran hispanos o latinos de cualquier raza.